# Gnathochorisis dentifer
Gnathochorisis dentifer är en stekelart som först beskrevs av Thomson 1888.  Gnathochorisis dentifer ingår i släktet Gnathochorisis och familjen brokparasitsteklar. Arten är reproducerande i Sverige. Inga underarter finns listade i Catalogue of Life.